# تايكي واتانابي
تايكي واتانابي (باليابانية: 渡邊 泰基) (مواليد 22 أبريل 1999) هو لاعب كرة قدم ياباني.

## وصلات خارجية
- تايكي واتانابي على موقع رابطة كرة القدم اليابانية للمحترفين (اليابانية)
- تايكي واتانابي على موقع قاعدة بيانات كرة القدم.إي يو (الإنجليزية)
- تايكي واتانابي على موقع Soccerway.com (الإنجليزية)
- تايكي واتانابي على موقع عالم كرة القدم.نت (الإنجليزية)